# Augustus M. Toplady
Augustus Montague Toplady (Farnham, 4 novembre 1740 – 11 agosto 1778) è stato un predicatore e poeta inglese.
Augustus Montague Toplady, conosciuto come "il Toplady" è stato un ecclesiastico anglicano e compositore di inni sacri. È ricordato oggi soprattutto per essere l'autore del canto “Rock of Ages” o, in versione italiana, “Rocca eterna dell'amor” (anche: “Rocca eterna della fé”) in uso presso le chiese evangeliche. È stato uno dei maggiori oppositori contemporanei di John Wesley e del Metodismo.

## Lineamenti biografici
Augustus Toplady nasce a Farnham (Surrey, Inghilterra) il 4 novembre 1740. Il padre Richard proveniva dall'Irlanda ed era un ufficiale della marina inglese. Questi, però, in servizio su una nave, muore nel 1742 di febbre gialla, lasciando la madre di Augustus, Catherine, a provvedere da sola al figlioletto. Catherine e suo figlio si trasferiscono a Westminster (Londra), dove dal 1750 al 1755 Augustus frequenta la Westminster School. Nel 1755 Caterina ed Augustus si trasferiscono in Irlanda dove godono di un lascito, ed Augustus si iscrive al Trinity College di Dublino.
Nell'agosto di quell'anno, all'età di 15 anni, Augustus ode un sermone di James Morris, un predicatore evangelico itinerante probabilmente seguace di John Wesley, e si converte alla fede evangelica promossa dal Metodismo. Nel 1758, il diciottenne Toplady legge un sermone del puritano seicentesco Thomas Manton come pure l'opera del teologo calvinista italiano Girolamo Zanchi “Confession of the Christian Religion” (1562) che lo persuadono che l'approccio teologico del Metodismo alla fede cristiana (impostato all'Arminianesimo) sia errato ed assume egli stesso la prospettiva teologica calvinista. Intanto, nel 1759 Toplady pubblica il suo primo libro: “Poems on Sacred Subjects” (poesie su argomenti sacri). Dopo il conseguimento della laurea al Trinity College nel 1760, Toplady e sua madre ritornano a Londra. È a Londra che Toplady conosce personalmente diversi eminenti predicatori e teologi calvinisti, come George Whitefield, John Gill e William Romaine, i quali molto influiscono sul suo pensiero. Proprio John Gill nel 1760 incoraggia Toplady a pubblicare una traduzione inglese dell'opera di Girolamo Zanchi sulla predestinazione.
Nel 1762, Edward Willes, vescovo di Bath e Wells, ordina Toplady diacono anglicano, affidandogli la cura della parrocchia di Blagdon (Mendip Hills, Somerset). È lì che Toplady scrive il suo famoso inno “Rock of Ages” nel 1763. Una tradizione locale sostiene che Toplady avesse scritto questo inno riparandosi durante un forte temporale sotto una grande roccia a Burringtron Combe. Dopo essere stato ordinato presbitero anglicano nel 1764, Toplady ritorna brevenente a Londra e poi serve come curato di Farleigh Hungerford per poco più di un anno (1764-1765). Nel maggio del 1766 si prende cura di alcune parrocchie nel Devon, fra le quali Broadhembury dove rimane come vicario per lungo tempo.
Toplady rimane celibe, ma rimane in stretto rapporto con due donne. La prima è la famosa ed influente Selina Hastings, Contessa di Huntingdon, fondatrice e finanziatrice dell'associazione di comunità metodiste di tendenza calvinista “Countess of Huntingdon Connexion”. La incontra la prima volta nel 1763 e predica spesso nelle cappelle di questa associazione. La seconda è Catherine Macaulay, incontrata la prima volta nel 1773 e con la quale passa molto tempo negli anni fra il 1773 ed il 1777.
Toplady passa gli ultimi tre anni della sua vita a Londra, predicando regolarmente nella cappella calvinista francese. Muore di tubercolosi l'11 agosto 1778 ed è seppellito nel Whitefield's Tabernacle, Tottenham Court Road. Circolò anche la notizia che egli avesse rinunciato al Calvinismo sul letto di morte, ma di fatto non vi sono documenti che la confermino.

## Toplady controversialista calvinista
Toplady si distingue pure per il suo militante calvinismo. Nel 1769 pubblica un libro dove denuncia la deriva della Chiesa di Inghilterra su linee arminiane, dal titolo: The Church of England Vindicated from the Charge of Arminianism dove afferma con forza l'anima autenticamente calvinista di questa chiesa contro chi vorrebbe trascinarla su linee diverse soprattutto fra gli intellettuali dell'Università di Oxford.
Nel 1769 Toplady pubblica la sua traduzione inglese dell'opera di Girolamo Zanchi “Confession of the Christian Religion” (1562) alla quale dà per titolo “The Doctrine of Absolute Predestination Stated and Asserted” (la dottrina della predestinazione assoluta affermata e difesa”. Quest'opera suscita la veemente reazione di John Wesley, dando così inizio ad una disputa fra i due teologi in cui ciascuno sostiene il carattere il primo calvinista ed il secondo arminiano della Chiesa di Inghilterra.
Questo dibattito culmina nel 1774, quando Toplady pubblica il saggio di 700 pagine "The Historic Proof of the Doctrinal Calvinism of the Church of England" (prova storica del Calvinismo dottrinale della Chiesa di Inghilterra) dal periodo della chiesa antica, attraverso la carriera di William Laud, fino al Sinodo di Dordrecht. In quest'opera egli delinea per la prima volta a stampa quelli che passeranno alla storia come “I cinque punti del Calvinismo”.
Il rapporto fra Toplady e Wesley era stato dapprima cordiale, ma diventa sempre più aspro fino a culminare ne “l'affare Zanchi” con un intenso scambio di lettere, opuscoli e pubblicazioni contro pubblicazioni. Toplady accusa Wesley di non comprendere e di travisare completamente la dottrina della predestinazione e, tramite le sue opere avverse ad essa, di sviare completamente al riguardo i suoi lettori e seguaci. La disputa non è solo teologica. Toplady giunge ad accusare John Wesley di disonestà e mala fede.

## Opere
Le sue opere includono:
- The Doctrine of Absolute Predestination Stated and Asserted, 1769
- Historic Proof of the Doctrinal Calvinism of the Church of England, 1774
- The Church of England Vindicated from the Charge of Arminianism, 1774
- Poems on Sacred Subjects, 1775
- Psalms and Hymns, 1776

## Inni
Toplady è stato un prolifico compositore di inni, fra i quali si ricordano:
- Compared with Christ, in all beside n. 760 in The Church Hymn book 1872 (1772)
- Deathless spirit, now arise n. 1381 in The Church Hymn book 1872 (1776)
- Holy Ghost, dispel our sadness n. 80 in The Church Hymn book 1872 (1776). Modernising of John Christian Jacobi's translation (1725) of Paul Gerhardts hymn from 1653.
- How happy are the souls above n. 1434 in The Church Hymn book 1872 (1776)
- Inspirer and hearer of prayer n. 30 in The Church Hymn book 1872 (1774)
- O thou, that hear'st the prayer of faith n. 642 in The Church Hymn book 1872 (1176)
- Praise the Lord, who reigns above n. 160 in The Church Hymn book 1872 (1759)
- Rock of ages, cleft for me n. 697 in The Church Hymn book 1872 (1776)
- Surely Christ thy griefs hath borne n. 443 in The Church Hymn book 1872 (1759)
- What, though my frail eye-lids refuse n. 29 in The Church Hymn book 1872 (1774)
- When langour and disease invade n. 1032 in The Church Hymn book 1872 (1778)
- Your harps, ye trembling saints n. 861 in The Church Hymn book 1872 (1772)